# Winchelsea Beach
Winchelsea Beach – wieś w Anglii, w hrabstwie East Sussex. Leży 12,2 km od miasta Hastings, 50,5 km od miasta Lewes i 87,5 km od Londynu. W 2015 miejscowość liczyła 858 mieszkańców.